# Калис, Наташа
Наташа Калис (англ. Natasha Calis; род. 27 марта 1999, Ванкувер) — канадская актриса, известная по фильму «Шкатулка проклятия», где сыграла Эм, а также по сериалу «Фирма».

## Жизнь и карьера
Наташа родилась и выросла в Ванкувере, Британская Колумбия, Канада. Сыграла свою первую роль в возрасте 7 лет. Наташа уже сыграла на экранах с такими актёрами, как Джеймс Кромвелл, Дэнни Гловер, Джош Лукас, Брюс Макдональд, Джули Бенц, а теперь Джеффри Дин Морган и Кира Седжвик.
С невероятной памятью и врождённой способностью понимать камеру, режиссёр Грант Харви называет её своей «девушкой» для любых ролей, где требуются эмоции, такие как слёзы.

## Фильмография
| Год  |     | Русское название                       | Оригинальное название          | Роль                                     |
| ---- | --- | -------------------------------------- | ------------------------------ | ---------------------------------------- |
| 2007 | ф   | Рождественское ограбление              | Christmas Caper                | Энни Купер                               |
| 2008 | ф   |                                        | Sharp as Marbles               | Абби                                     |
| 2009 | в   | Барби представляет сказку «Дюймовочка» | Barbie Presents: Thumbelina    | Эмма (голос)                             |
| 2009 | с   | Последний день                         | Impact                         | Сэди Киттнер                             |
| 2009 | тф  | Заложница                              | Held Hostage                   | Breea Estey                              |
| 2009 | с   | Алиса в Стране чудес                   | Alice                          | Looking Glass Girl                       |
| 2010 | с   | Поезд Динозавров                       | Dinosaur Train                 | Leslie Lesothosaurus / Maisie Mosasaurus |
| 2010 | ф   | Нация мечтателей                       | Daydream Nation                | Лили Голдберг                            |
| 2011 | тф  |                                        | Gone                           | Эмили Кеттеринг                          |
| 2011 | ф   | Эхо Донована                           | Donovan's Echo                 | Мэгги                                    |
| 2012 | с   | Фирма                                  | The Firm                       | Клэр Макдир                              |
| 2012 | ф   | Шкатулка проклятия                     | The Possession                 | Эм Бренек                                |
| 2013 | кор |                                        | Advice from a Caterpillar (2D) |                                          |
| 2013 | тф  | Когда зовёт сердце                     | When Calls the Heart           | Perlie Leverly                           |
| 2013 | ф   | Урожай                                 | The Harvest                    | Марианн                                  |
| 2013 | кор |                                        | Advice from a Caterpillar      | Элис Лидделл                             |